# گراکوس شکارچی
«گراکوس شکارچی» (به آلمانی: Der Jäger Gracchus) داستان کوتاهی به قلم فرانتس کافکا است. داستان راجع به قایقیست که در حین این که جسد گراکوس شکارچی که مدت زیادی از مرگش می‌گذرد را به یک بندر می‌رساند. شهردار ریوا با گراکوس مواجه می‌شود که گزارشی از مرگ وی دریافت می‌کند مبنی بر اینکه گراکوس حین شکار مرده است و سرنوشتش این است که تا ابد در دریاها سرگردان باشد. یک بخش اضافه گفتگویی طولانی بین گراکوس و فردی بی‌نام «احتمالاً شهردار» را ارائه می‌کند. داستان در نیمه اول سال ۱۹۱۷ نوشته شده و بعد مرگ کافکا در سال ۱۹۳۱ منتشر می‌شود.